# Oasi antartica

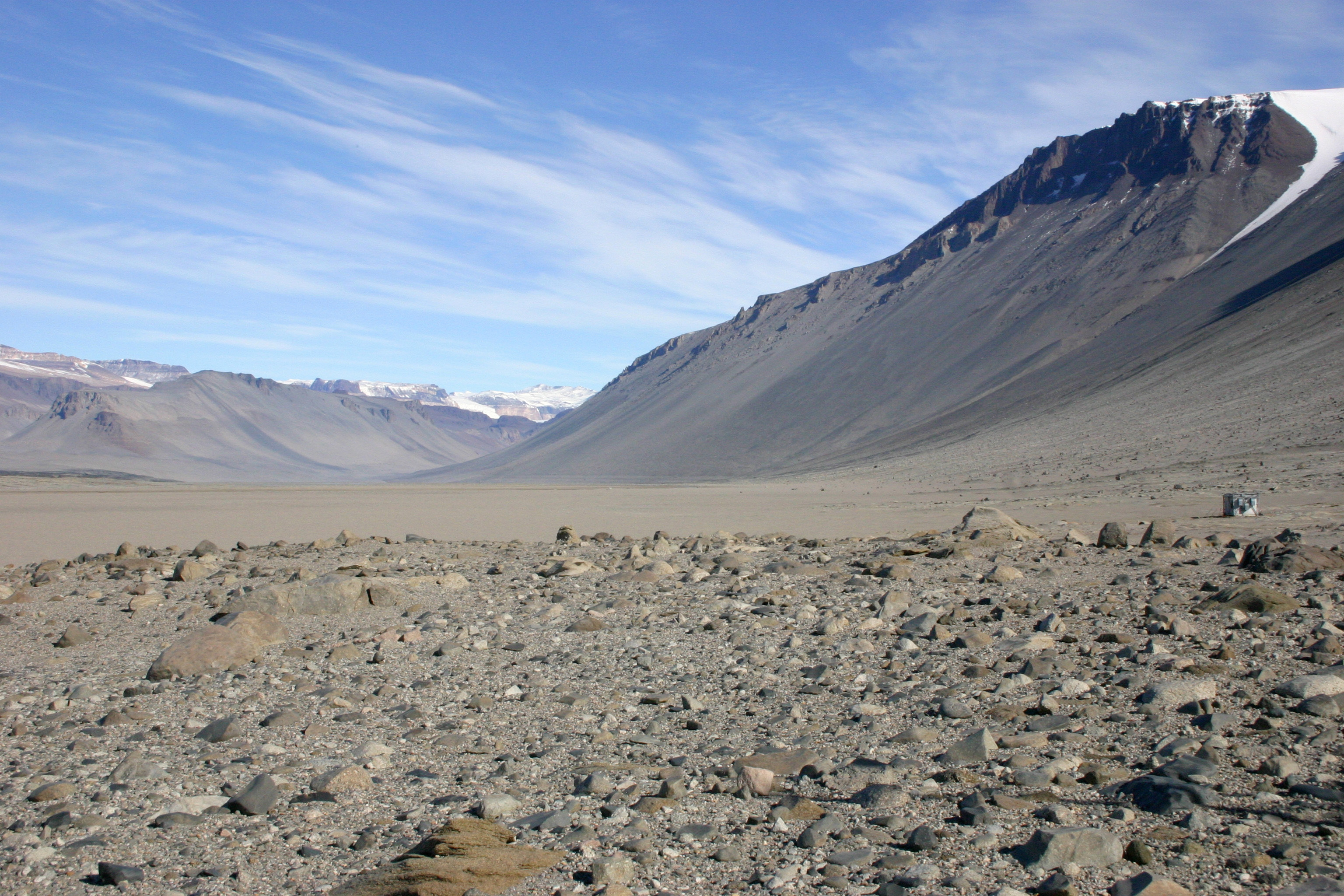
La valle di Wright, nelle valli secche McMurdo.

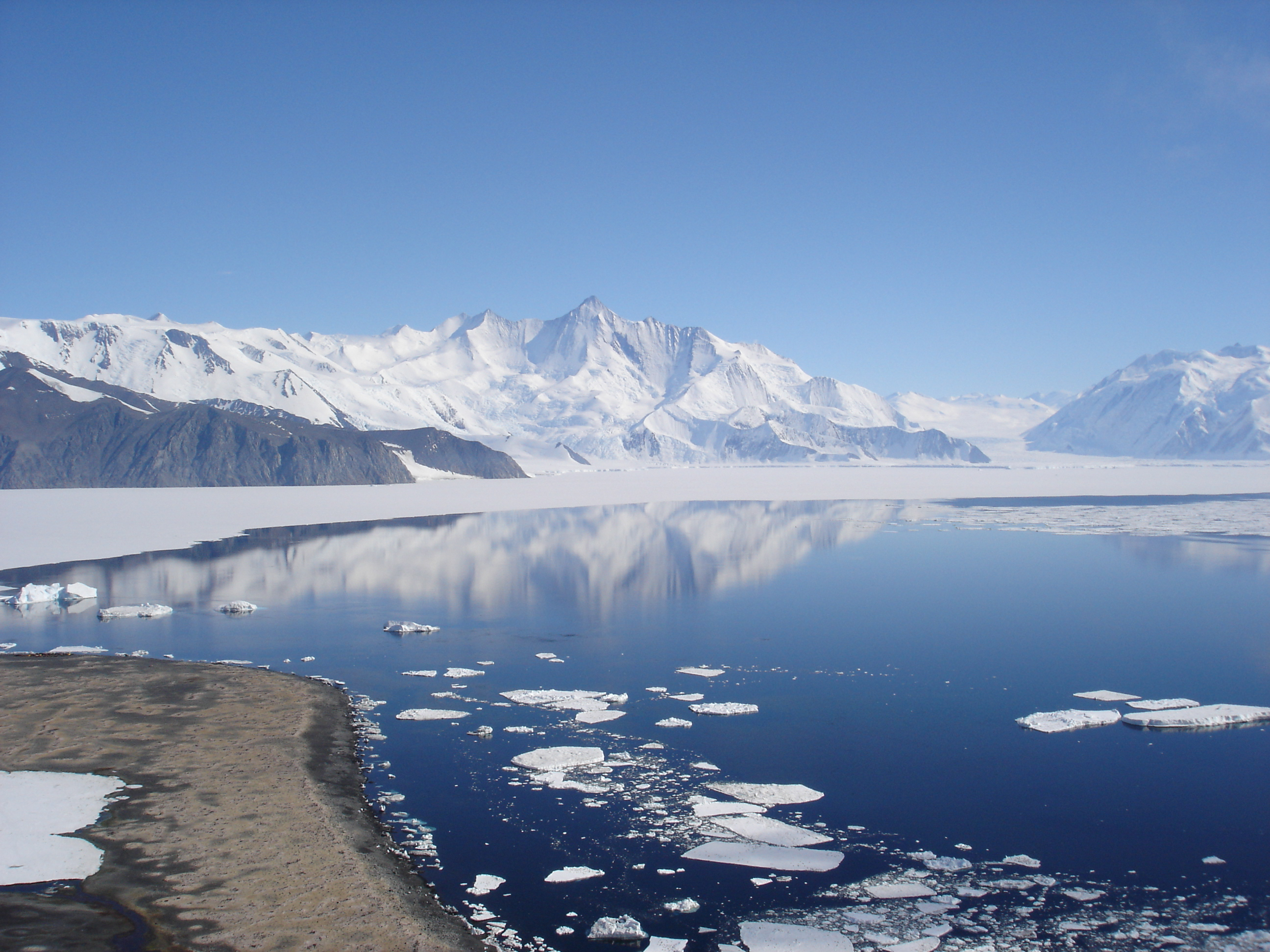
Capo Hallett, sulla costa di Borchgrevink.

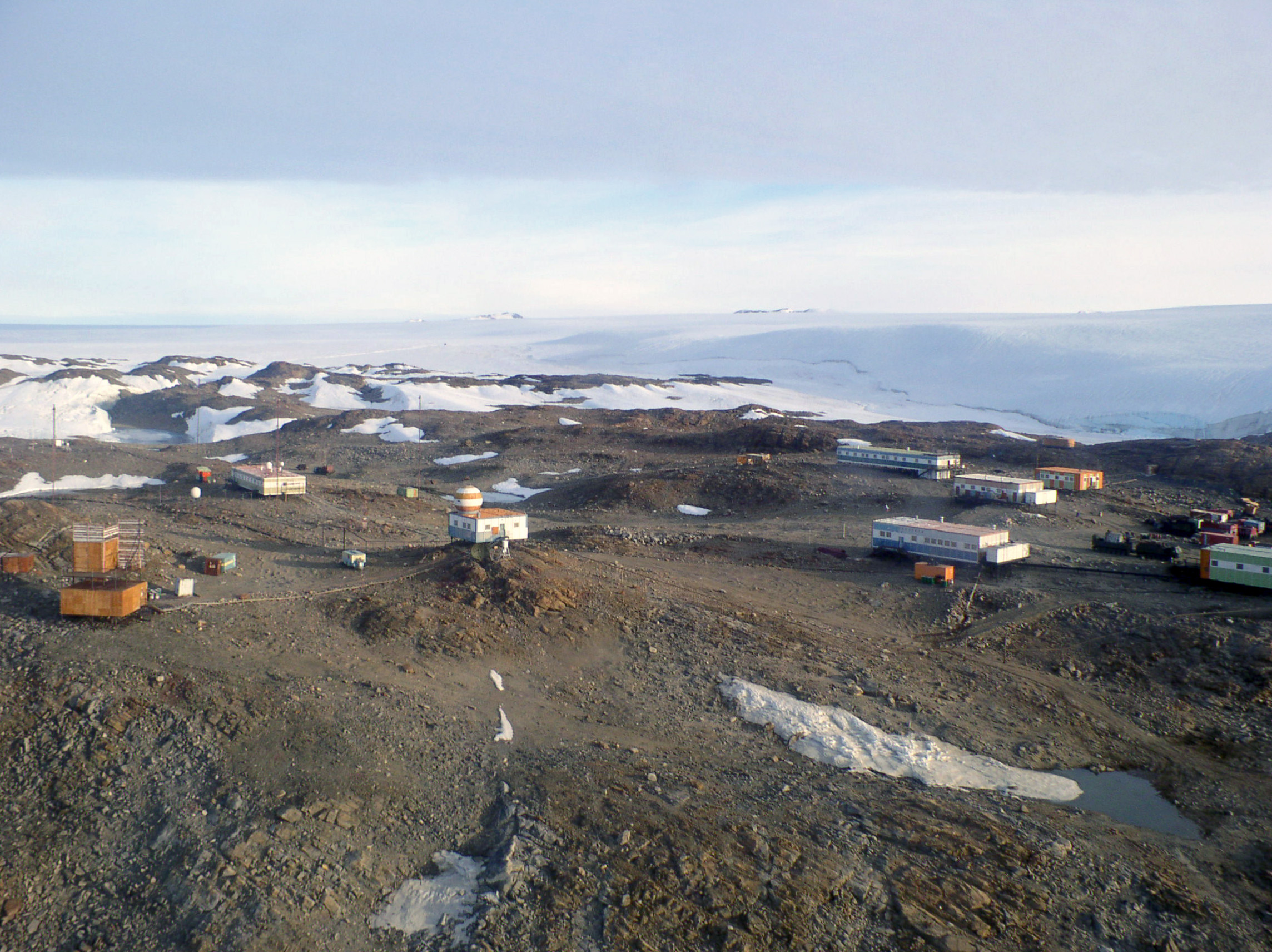
L'oasi Schirmacher, sulla costa della Principessa Astrid.

Un'oasi antartica è un'ampia area naturale libera da neve e ghiaccio presente sul territorio continentale dell'Antartide, quasi completamente ricoperto dalla calotta antarctica.

## Geologia
Oltre alle cime montuose e ai nunatak, in Antartide sono presenti anche altre aree naturali che risultano essere libere dalla neve e dal ghiaccio, ed è a tali aree che ci si riferisce con il nome di "oasi antartiche" o anche "valli secche". Queste aree risultano così circondate dalla calotta antartica o, nel caso di aree situate sulla costa, dalla calotta da un lato e dalla banchisa o da una piattaforma glaciale dall'altro.
Le oasi antartiche si sviluppano in aree caratterizzate da clima e geografia particolari; vale a dire in zone in cui sia l'umidità che le precipitazioni sono molto basse e che sono esposte al sole per buona parte della giornata, in modo che, sebbene esse siano piuttosto fredde, il terreno possa assorbire abbastanza energia solare da poter sciogliere quel poco di neve che precipita, oppure che sono spazzate da venti catabatici che, facendo sublimare la neve e raschiandola via dalle rocce, lasciano il terreno scoperto e sgombro.
Nonostante la caratteristica estrema aridità e le bassissime temperature, che raramente sono superiori agli 0 °C, nelle oasi antartiche possono sopravvivere alcune piante appartenenti ai gruppi delle briofiti e dei licheni.

## Geografia
Le oasi di maggiore ampiezza sono:
- Valli secche McMurdo, sulla costa di Scott, nella Terra della Regina Vittoria, aventi una superficie di 4900 km²;
- Capo Hallett, sulla costa di Borchgrevink, nella Terra della Regina Vittoria settentrionale;
- Colli Bunger, sulla costa di Knox, tra la Terra di Wilkes e la Terra della Regina Maria, aventi una superficie di 950 km²;
- Colli Vestfold, sulla costa di Ingrid Christensen, nella Terra della Principessa Elisabetta, aventi una superficie di 420 km²;
- Colli Larsemann, sulla costa di Ingrid Christensen, nella Terra della Principessa Elisabetta;
- Colli Stillwell, sulla costa della Terra di Kemp, aventi una superficie di 96 km²;
- Oasi Schirmacher, sulla costa della Principessa Astrid, nella Terra della Regina Maud, avente una superficie di 34 km².